# Clarity (álbum de Jimmy Eat World)
Clarity é o terceiro álbum de estúdio da banda Jimmy Eat World, lançado a 23 de Fevereiro de 1999. O disco foi reeditado em 2007 com três faixas bónus.

## Faixas
Todas as faixas por Jimmy Eat World
1. "Table for Glasses" - 4:22
2. "Lucky Denver Mint" - 3:50
3. "Your New Aesthetic" - 2:41
4. "Believe in What You Want" - 3:08
5. "A Sunday" - 4:33
6. "Crush" - 3:11
7. "12/23/95" - 3:45
8. "Ten" - 3:49
9. "Just Watch the Fireworks" - 7:03
10. "For Me This Is Heaven" - 4:04
11. "Blister" - 3:30
12. "Clarity" - 4:04
13. "Goodbye Sky Harbor" - 16:13

### Reedição de 2007
1. "What I Would Say To You Now" - 2:34
2. "Christmas Card" - 2:48
3. "Sweetness" - 3:39

## Recepção e legado
| Críticas profissionais | Críticas profissionais |
| Avaliações da crítica  | Avaliações da crítica  |
| Fonte                  | Avaliação              |
| ---------------------- | ---------------------- |
| Allmusic               | [ 2 ]                  |
| North County Times     | A-                     |
| Pitchfork              | 3,5/10                 |

Clarity recebeu críticas favoráveis no período do seu lançamento. Mark Vanderhoff, escrevendo para a AllMusic, o álbum "mistura baladas introspectivas com power-chord punk rock, elementos de câmera pop e doses sutis de música eletrônica para criar um álbum extraordinariamente único". Stephen Rubin, da North County Times, disse que o Jimmy Eat World "entrega ganchos nítidos e melodias poderosas drapejando texturas infinitas sobre alguns acordes simples", com uma "estrutura de guitarra convincente" da faixa-título que ajudou a dissociar Jimmy Eat World das bandas blink-182s do mundo". Jan Schwarzkamp, para a Ox-Fanzine, elogiou Clarity como um "lindo marco" e disse que era um dos mais importantes álbuns de sua época, elogiando o alcance da instrumentalização como "quase inesgotável" sem dar a impressão de sobrecarga.
Apesar de não ter feito tanto sucesso inicialmente, a reputação de Clarity cresceu com o tempo, sendo chamado de "o Led Zeppelin IV do emo rock". Antes da turnê do aniversário de dez anos do álbum, Pete Cottell da Phoenix New Timesescreveu: "O que é realmente admirável sobre o álbum é que ele se move em tantas direções diferentes sem se perder em sua jornada; ao contrário das outras doze faixas de Clarity, é uma tarefa quase impossível na primeira audição. Depois de chegar à marca de trez minutos, no entanto, você nunca mais apertará o botão 'pular'." Cottell também notou: "Escutei atentamente cada uma das treze faixas, com medo de ser decepcionado [...] Dez anos depois, é seguro dizer que desisti. Clarity é perfeito." Leor Galil, do Bostonist, disse: "o álbum foi aclamado como um clássico culto e indie e é um dos poucos discos que cimentou uma estética auditiva conhecida como emo e é uma peça musical genuinamente hábil e comovente do início ao fim".
Tim Nelson da estação britânica BBC escreveu sobre a reedição de 2007: "a banda e o Trombino merecem crédito por misturar vocais sinceros e ansiosos e dinâmica do rock com produção aventureira e instrumentação única".

## Tabelas
| Tabela (1999–2001)                         | Posição |
| ------------------------------------------ | ------- |
| Alemanha (Offizielle Deutsche Charts)      | 47      |
| Estados Unidos (Billboard Top Heatseekers) | 30      |

## Créditos
- Jim Adkins - Vocal, guitarra, baixo em "12.23.95", teclados, piano em "Ten" e "For Me This Is Heaven", órgão Hammond, percussão em "For Me This Is Heaven" e "Clarity"
- Rick Burch - Baixo
- Zach Lind - Bateria, percussão em "Just Watch the Fireworks"
- Suzie Katayama - Violoncelo em "Table for Glasses", "A Sunday" e "Just Watch the Fireworks"
- Tom Linton - Guitarra, vocal, piano em "Just Watch the Fireworks"
- Joel Derouin - Violino em "A Sunday" e "Just Watch the Fireworks"